# 基克斯豪森
基克斯豪森是德国莱茵兰-普法尔茨州的一个市镇。总面积1.53平方公里，总人口36人，其中男性15人，女性21人（2011年12月31日），人口密度24人/平方公里。